# Institut national des langues et civilisations orientales

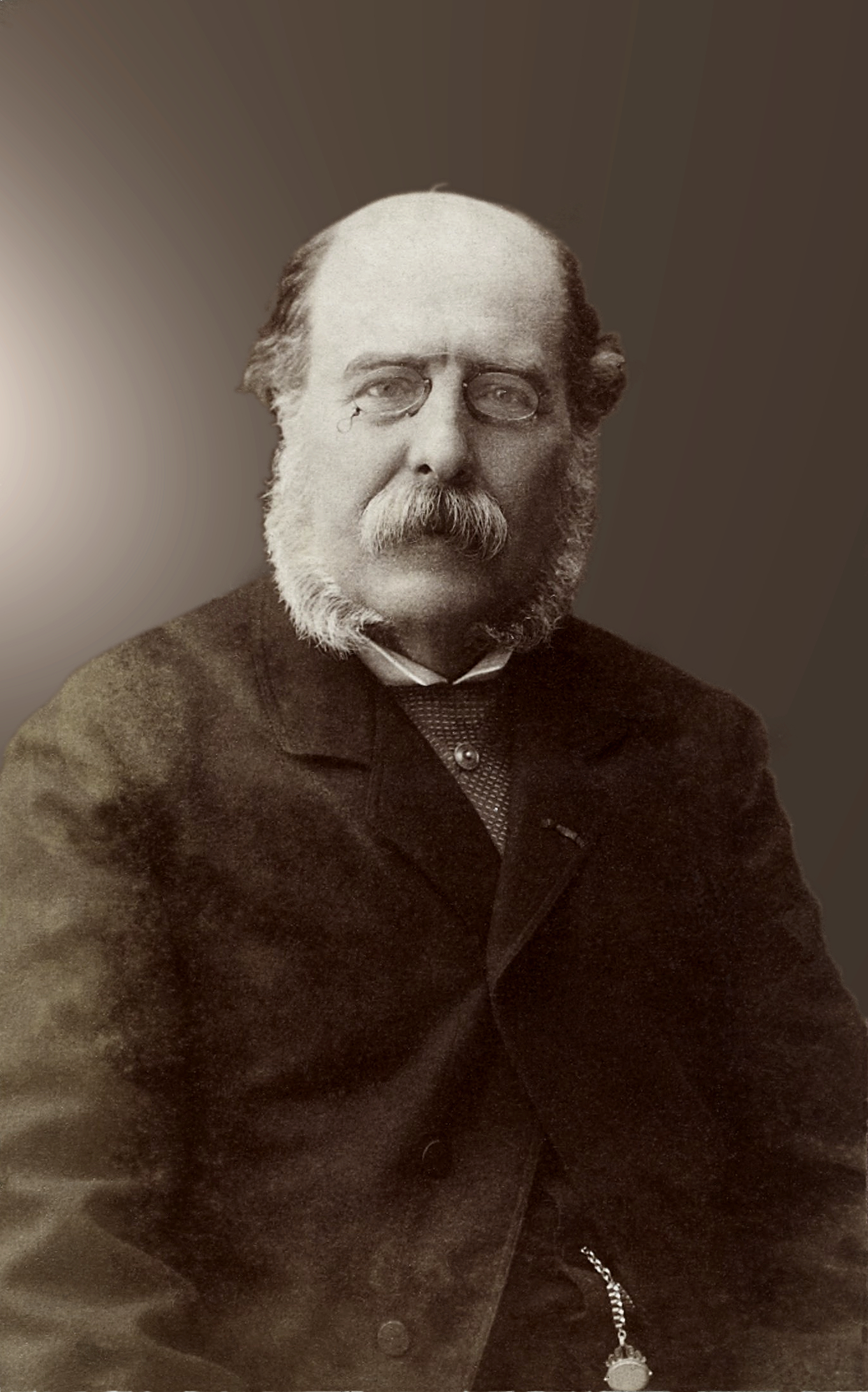
Charles Barbier de Meynard, qui enseigna le turc et l'arabe à la fin du XIXe siècle.

L’Institut national des langues et civilisations orientales (Inalco ou INALCO), dit Langues O' (prononcer Langzo), anciennement École nationale des langues orientales vivantes puis Centre universitaire des langues orientales vivantes, est un établissement français d’enseignement supérieur et de recherche chargé d’enseigner les langues et civilisations autres que celles originaires d’Europe occidentale.
Langues O' est le nom donné par des générations d’étudiants à l’École spéciale, puis royale, puis impériale, puis nationale, des langues orientales de Paris, qui a pris son nom actuel en 1971. Parmi ces derniers, on compte de nombreux enseignants-chercheurs, linguistes et diplomates.
Depuis 2011, le siège de l'Inalco se trouve au cœur du Nouveau quartier latin, au Pôle des langues et civilisations, 65 rue des Grands-Moulins dans le 13e arrondissement de Paris.
Le logo de l'Inalco est composé de l'acronyme de l'école dont chacune des parties est traduite dans des langues qui s'écrivent en caractères non latins, correspondant à des domaines d'enseignement et de recherche de l'Inalco.

## Histoire

### Des origines (1669) jusqu'à 1914
L'enseignement des langues et des civilisations orientales en France remonte à la création du Collège de France à l'initiative de Guillaume Budé. L'intérêt porté par les humanistes pour les langues anciennes s'est en effet très vite doublé d'un besoin en orientalistes pour la diplomatie de François Ier. Dès cette époque, un enseignement très spécialisé est donné dans ce cadre.
En 1669, Jean-Baptiste Colbert crée l'École des jeunes de langues.
L’École spéciale des langues orientales a été créée, notamment sous l’impulsion de Lakanal, par la Convention nationale (décret-loi du 10 germinal an III / 30 mars 1795). Elle a ouvert ses portes dans l’enceinte de la Bibliothèque nationale à Paris rue Neuve-des-Petits-Champs, avec pour mission d’enseigner des langues orientales vivantes « d’une utilité reconnue pour la politique et le commerce ». Les premières langues enseignées furent l’arabe « littéraire et vulgaire », le turc et le tatar de Crimée, le persan et le malais.
Elle s’agrandit régulièrement au cours du XIXe siècle, ajoutant des langues nouvelles, et fusionnant avec l’École des Jeunes de langues instituée par Colbert en 1669, afin de former des interprètes pour les langues du Levant.
En 1874, l’école s’installe dans un hôtel particulier situé au coin de la rue des Saints-Pères et de la rue de Lille.

### De 1914 à 1984

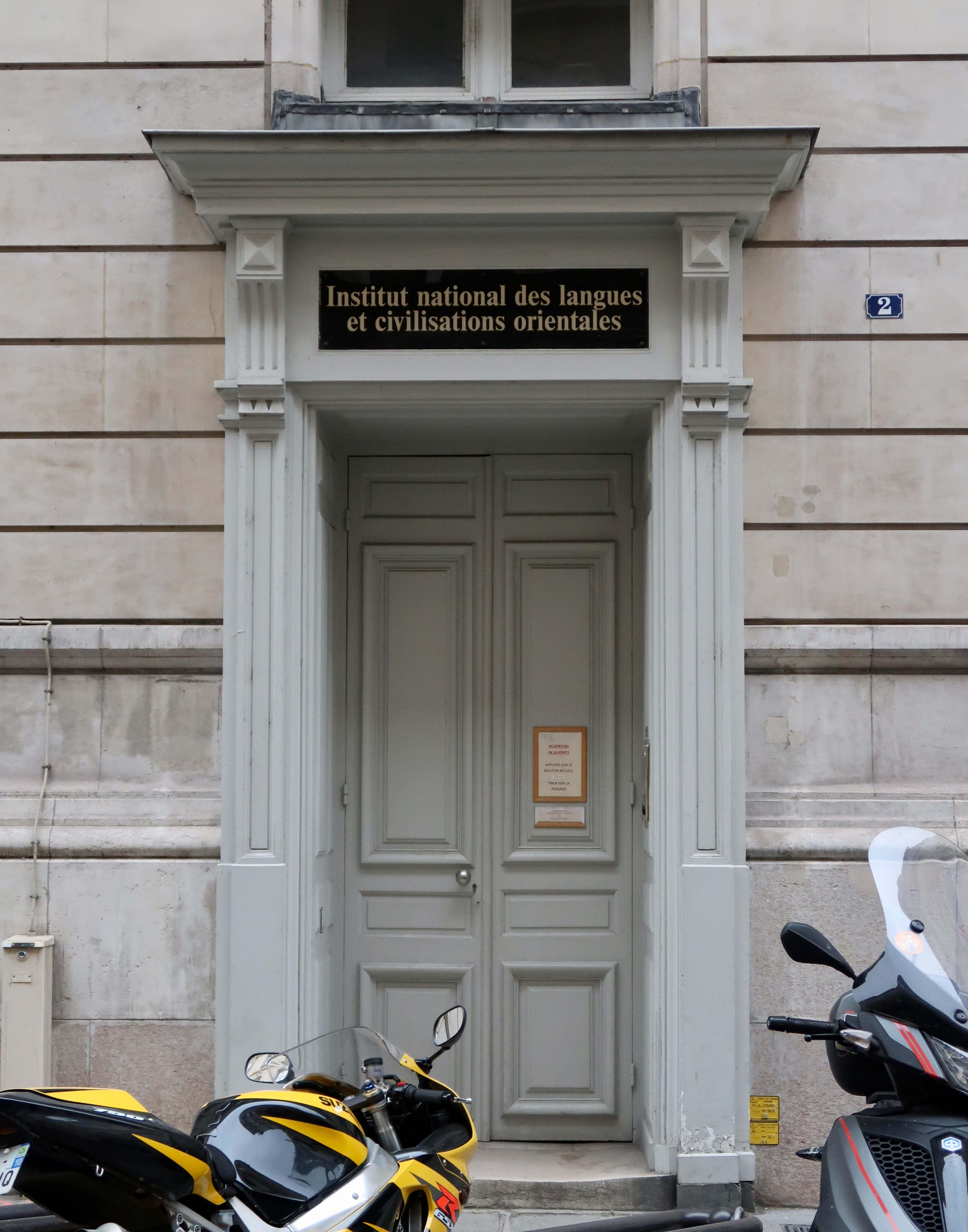
2 rue de Lille (Paris).

En 1914, l’école devient « École nationale des langues orientales vivantes » (ENLOV), surnommée « Langues O' », et reçoit un statut particulier qui restera en vigueur jusqu’en 1968, année où le mouvement étudiant amène à intégrer l’établissement dans le secteur universitaire en tant que « Centre universitaire des langues orientales vivantes ». Ce « CULOV » ne garde pas longtemps ce nom et devient par décret du 3 février 1971 l’institut national des langues et civilisations orientales, rattaché jusqu’en 1984 à l’université de la Sorbonne nouvelle (Paris III).
Les différents départements entassés au 2 rue de Lille sont alors dispersés « provisoirement » dans divers centres universitaires périphériques : Dauphine, Asnières, Clichy ou dans des locaux loués à Paris : Quai Voltaire, rue Censier, rue Broca, rue Riquet. Des langues nouvelles s’ajoutent aux autres et les activités de recherche se développent. Des départements interdisciplinaires se multiplient, comme le centre de préparation aux échanges internationaux (commerce international), la filière de hautes études internationales (HEI, consacrée notamment à la préparation des concours des Affaires étrangères), la filière communication et formation interculturelle, le traitement automatique des langues et l’ingénierie multilingue, etc.
En 1971, l'École devient Institut national des langues et civilisations orientales (INLCO, puis Inalco), établissement public à caractère scientifique et culturel (EPCST) rattaché à l'Université Paris 3.
Dans les années 1972-1975, le regroupement en un site unique (Cergy-Pontoise, Marne-la-Vallée) et la transformation envisagée de l’institut en université internationale du langage et de la communication (UNILCO) n’aboutissent pas malgré l’aspect précurseur du projet défendu par René Sieffert et François de Labriolle.

### De 1985 à 2011
Depuis 1985, l’Inalco a un statut de grand établissement (comme l’Institut d'études politiques de Paris par exemple). Dans les années 1990, d’autres projets de regroupement n’aboutissent pas (le plus avancé étant à l’École normale supérieure de jeunes filles du boulevard Jourdan).

Logo de l'Institut national des langues et civilisations orientales de 1996 à 2011.

De 1996 à 2011, le logo de l’établissement était constitué de l’inscription « Langues O' » surmontant l’acronyme INALCO et la partie supérieure d’un globe terrestre ; on trouvait parfois un logo plus ancien constitué d’un oiseau et d’un serpent (empruntés à la girouette du 2 rue de Lille). C’est finalement à Paris Rive Gauche « carré Tolbiac » dans un terrain situé au sud de la future avenue de France, entre les rues Chevaleret, Cantagrel et Grands Moulins, que sera implanté l'Inalco, avec la Bibliothèque universitaire des langues et civilisations (BULAC), dans le cadre d'un « Pôle des langues et civilisations du monde ». Le choix architectural a été fait début 2005 en faveur des Ateliers Lion.
En 2010, l'Inalco est membre fondateur de Sorbonne Paris Cité. En 2024, il rejoint Sorbonne Alliance.

### Depuis 2011

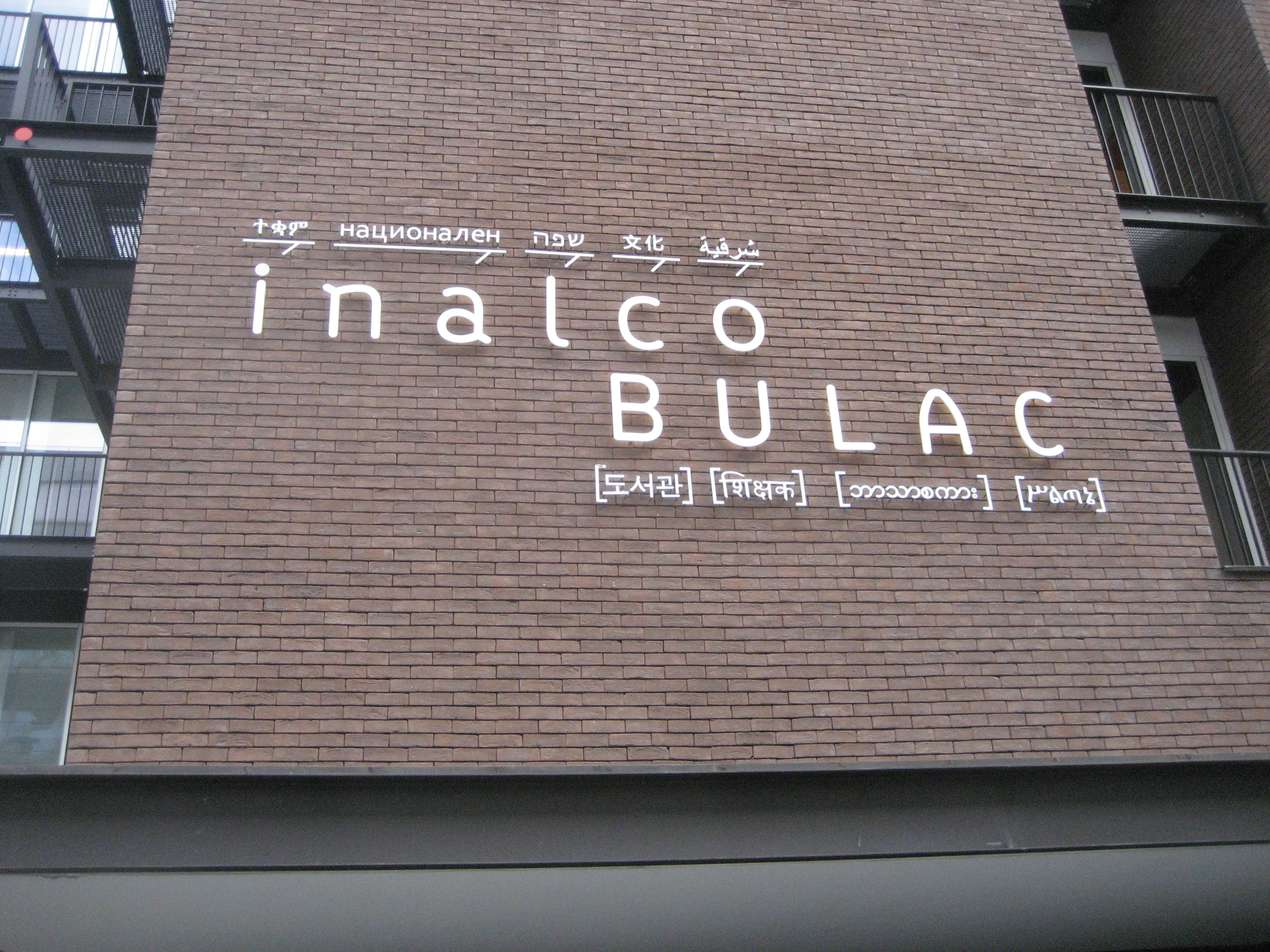
Inalco/BULAC, 2015.

Longtemps dispersée en plusieurs pôles, de nouveaux locaux d'enseignement et d'administration réunissent à présent l'essentiel des formations de l'Inalco dans le XIIIe sur le nouveau Pôle des langues et civilisations, avec la Bibliothèque universitaire des langues et civilisations (BULAC) et à proximité de Paris 7 et Paris 6. L'établissement s'inscrit ainsi dans une volonté récente de rapprochement des universités afin d'affirmer leurs compétences sur la scène universitaire internationale (classement de Shanghai), en participant de 2010 à 2024 à la COMue Sorbonne Paris Cité, avant d'adhérer en juin 2024 à Sorbonne Alliance rejoignant l'université Panthéon-Sorbonne (Paris 1), la Sorbonne-Nouvelle (Paris 3) et l'ESCP Business School. Il est un des fondateurs du Nouveau quartier latin (NQL 13). Il adhère également à l'Agence universitaire de la Francophonie et à EUniWell (d) (université européenne du bien-être)..

### Folklore
Les étudiants des Langues O' étaient traditionnellement appelés « silvains » ; le terme, quasiment tombé en désuétude, est dérivé du nom du premier président de l'école Antoine-Isaac Silvestre de Sacy (familièrement « Silvestre ») dont la statue trône dans la cour de l'hôtel du 2 rue de Lille. Un « ordre très haut et très secret de Silvestre de Sacy » aurait été à l'origine d'une tradition de canulars qui rendait les silvains fameux parmi les étudiants parisiens pour la sophistication de leurs gags. Une salutation spécifique aux silvains (« ahure ») aurait fait partie de ce folklore.

### Administrateurs et présidents de Langues O'
Les présidents sont nommés « administrateurs » de 1914 à 1969.
| Mandat      | Nom                             | Discipline                      | Commentaire                                              |
| ----------- | ------------------------------- | ------------------------------- | -------------------------------------------------------- |
| 1796 - 1824 | Louis-Mathieu Langlès           | Persan                          | Décédé en 1824                                           |
| 1824 - 1838 | Antoine-Isaac Silvestre de Sacy | Arabe                           | Décédé en 1838                                           |
| 1838 - 1847 | Pierre Amédée Jaubert           | Turc                            | Interprète militaire durant la campagne d'Égypte de 1798 |
| 1847 - 1864 | Charles Benoît Hase             | Grec moderne                    | Décédé en 1864                                           |
| 1864 - 1867 | Joseph Reinaud                  | Arabe                           | Décédé en 1867                                           |
| 1867 - 1898 | Charles Schefer                 | Persan                          | Décédé en 1898                                           |
| 1898 - 1908 | Charles Barbier de Meynard      | Turc, persan                    | Décédé en 1908                                           |
| 1908 - 1936 | Paul Boyer                      | Russe                           | Décédé en 1949                                           |
| 1936 - 1937 | Mario Roques                    | Roumain                         | Décédé en 1961                                           |
| 1937 - 1948 | Jean Deny                       | Turc                            | Décédé en 1963                                           |
| 1948 - 1958 | Henri Massé                     | Persan                          | Décédé en 1969                                           |
| 1958 - 1969 | André Mirambel                  | Grec moderne                    | Décédé en 1970                                           |
| 1969 - 1971 | André Guimbretière              | Hindi                           | Décédé en 2014                                           |
| 1971 - 1976 | René Sieffert                   | Japonais                        | Décédé en 2004                                           |
| 1976 - 1986 | Henri de La Bastide             | Civilisation du Moyen-Orient    | Décédé en 1986                                           |
| 1986 - 1993 | François de Labriolle           | Russe                           | Vice-président de 1971 à 1986, décédé en 2019            |
| 1993 - 2001 | André Bourgey                   | Civilisation du Moyen-Orient    |                                                          |
| 2001 - 2005 | Gilles Delouche                 | Thaï (siamois)                  | Décédé en 2020                                           |
| 2005 - 2013 | Jacques Legrand                 | Mongol                          |                                                          |
| 2013 - 2019 | Manuelle Franck                 | Géographie de l'Asie du Sud-Est | Vice-présidente de 2007 à 2013                           |
| Depuis 2019 | Jean-François Huchet            | Économie de l'Asie orientale    | Vice-président du conseil scientifique de 2013 à 2019    |

### Les secrétaires-bibliothécaires, secrétaires généraux puis directeurs généraux des services
- Jean Sédillot (de 1798 à 1832)[9]
- Louis Sédillot (de 1832 à 1873)[9]
- Auguste Carrière (de 1873 à 1884)[10]
- Ernest-Guillaume Lambrecht (d) (de 1884 à 1898)[10]
- Maurice Gaudefroy-Demombynes (de 1898 à 1908)[10]
- André Mazon (de 1909 à 1913)[9]
- Léon Beaulieux (de 1913 à 1934[9] ; absent de 1915 à 1920, Raymond Loubatier (d) assure l'intérim de 1915 à sa mort en 1918[11]
- Albert Gâteau (d) (de 1934 à 1941)
- Henri Boissin (d) (de 1941 à 1953)

À partir de 1945, la bibliothèque est gérée de manière indépendante de l'École - Exercent les fonctions de secrétaire de l'École, puis secrétaire général et directeur général des services, les fonctionnaires suivants :
- Jeanine Fiatte (d) (de 1953 à 1987)[13]
- Silvio Sangalli (d) (de 1987 à 1995)
- Catherine Delafosse (d) (de 1995 à 2002)
- Josette Le Calvez (d) (de 2002 à 2007)
- Jean Bayle (d) (de 2007 à 2012)
- Pascal Jorland (d) (de 2012 à 2016)
- Pierre Lenhardt (d) (de 2016 à 2021)
- Valérie Liger-Belair (d) (depuis juin 2021)[14]

## Organisation
L'Inalco a pour vocation d'enseigner les langues de l'Europe centrale et orientale, de l'Asie, de l'Océanie, de l'Afrique et des populations autochtones de l'Amérique, ainsi que la géographie, l'histoire, les institutions, la vie politique, économique et sociale des pays concernés. L’offre de formation en langues et civilisations est dispensée par des enseignants-chercheurs spécialistes de leur terrain et par des répétiteurs de langue maternelle des régions étudiées à l’Inalco.
L’Inalco a le statut de « grand établissement » (EPSCP particulier) et est membre du PRES Sorbonne Paris Cité.

### Les départements, filières et sections
L’Inalco est structuré pour une part en départements, dont le périmètre correspond à une région du monde, et pour une autre en filières à visée professionnalisante. Les départements peuvent être monolingues ou regrouper plusieurs sections de langues. Les filières de l’Inalco préparent les étudiants aux métiers de la communication et formation interculturelle, du commerce international, de l’enseignement du français langue étrangère, des hautes études internationales, et du traitement automatique des langues.
Liste des départements :
- Afrique
- Asie du Sud et Himalaya
- Études Indiennes, Sud-Asiatiques et Tibétaines
- Études arabes
- Études chinoises
- Études coréennes
- Études hébraïques et juives
- Études japonaises
- Études russes
- Eurasie
- Europe
- Langues et cultures des Amériques

Liste des filières :
- Commerce international (Centre de préparation aux échanges internationaux, CPEI)
- Communication et formation interculturelles
- Didactique des langues (ex français langue étrangère)
- Relations internationales (hautes études internationales, HEI)
- Textes informatique multilinguisme (TIM)

L'Institut offre enfin la possibilité d'y suivre une formation initiale de niveaux licence, master ou doctorat ; ainsi qu'une formation continue ouverte aux étudiants et professionnels extérieurs. Des formations courtes, à la carte, des cours du soir et des « certificats pratiques » (CPLCO) y sont également plébiscités.

### Les équipes de recherche
L'Inalco dispose actuellement de 14 unités de recherche : 8 équipes d’accueil et 6 unités mixtes en cotutelle avec le CNRS, l'Institut de recherche pour le développement (IRD) et d'autres établissements ou universités, pour un total d'environ 570 membres titulaires actifs, dont 270 chercheurs et enseignants-chercheurs et 300 doctorants.
Unités de recherche par aire culturelle :
- Institut Français de Recherches sur l'Asie de l'Est (IFRAE — UMR 8043, Inalco, Université Paris-Cité, CNRS)
- Centre de Recherches Europes-Eurasie (CREE – EA4513)
- Centre de Recherche Moyen-Orient et Méditerranée (CERMOM – EA 4091 )
- Langues et Cultures du Nord de l’Afrique et Diasporas (LACNAD – EA 4092)
- Mondes iranien et indien (MII - UMR 7528 )

Unités de recherche par discipline :
- Centre de recherches linguistiques sur l’Asie orientale (CRLAO - UMR 8563)
- Centre d’Étude et de Recherche sur les Littératures et les Oralités du Monde (CERLOM – EA 4124)
- Équipe de recherche : « Textes, Informatique, Multilinguisme » (ER-TIM – EA 2520)
- Langage, Langues et cultures d’Afrique noire (LLACAN – UMR 8135)
- Pluralité des Langues et des Identités en Didactique : Acquisition, Médiations (PLIDAM- EA 2502 )
- Structure et dynamique des langues (SeDYL - UMR 8202)
- Centre d'Études en Sciences Sociales sur les Mondes Africains, Américains et Asiatiques (CESSMA - UMR 245, Université Paris-Cité, Inalco, IRD)
- Langues et civilisations à tradition orale (LACITO - UMR7107)

### Les Presses de l'Inalco
Les Presses de l'Inalco rassemblent désormais les « Publications Langues O » déjà existantes et les « Presses », le papier et le numérique.
Les Presses de l'Inalco publient des ouvrages scientifiques et des revues qui associent aires culturelles et champs disciplinaires, en version papier et en open access pour une large diffusion internationale. Leur offre éditoriale s’organise autour de collections aires géographiques (AsieS, EuropeS, AfriqueS, MéditerranéeS, AmériqueS, etc.) et de séries correspondant à des regroupements disciplinaires (langues et linguistique, sciences humaines et sociales, arts et lettres, oralité, traduction, etc.). Elles publient aussi des ouvrages à vocation pédagogique (manuels, dictionnaires et encyclopédie).
Les revues des centres de recherche :
- Cahiers balkaniques[19] ;
- Cahiers de littérature orale[20] ;
- Cipango (études japonaises)[21] ;
- Études océan Indien[22] ;
- Revues des études berbères[23] ;
- Slovo (études russes et sibériennes) ;
- Yod[24] (études hébraïques et juives contemporaines) ;
- Études finno-ougriennes[25] ;
- Mandenkan[26] ;

Les co-éditions :
- L'Asiathèque - Maison des langues du monde publie les méthodes de langues Langues Inalco, dictionnaires Dictionnaires des Langues O’ et bilingues Bilingues L&M
- La collection Paroles en miroirs, Karthala-Langues O’ se consacre essentiellement à la littérature orale et la collection Bibliothèque des Études africaines chez L'Harmattan aux publications sur l’Afrique
- D’autres éditeurs (Picquier, Karthala, Archives contemporaines, etc.) assurent ponctuellement les publications des enseignants-chercheurs de l’Inalco
- Aux éditions Peeters, la collection Bibliothèque de l’Inalco, a assuré jusqu'en 2012 la publication des travaux des enseignants-chercheurs de l’établissement et des thèses primées par le Conseil de l’École doctorale.

De 1914 à 1971, les éditions Paul Geuthner éditaient les ouvrages des professeurs de l'École des langues orientales, succédant aux éditions Ernest Leroux.
Des années 1970 aux années 1990, l'« association Langues et Civilisations » créée par la présidence de l'Inalco a édité sous l'enseigne Publications orientalistes de France.

## La bibliothèque interuniversitaire des langues orientales
La Bibliothèque interuniversitaire des langues orientales (BIULO), précédemment Bibliothèque de l'École des langues orientales, était une bibliothèque spécialisée dans les langues orientales, liée historiquement à l'Institut national des langues et civilisations orientales (INALCO). 
De statut interuniversitaire, elle en était juridiquement distincte depuis 1971, tout en étant rattachée à l'Université Sorbonne Nouvelle - Paris 3. 

## Personnalités liées à l'Inalco

### Les alumni et leurs associations
L'Association des élèves, anciens élèves et amis des langues orientales (AÉAÉALO) bénéficiant du soutien de la direction et de la bibliothèque de l'établissement a été fondée en 1927 et fonctionne sans interruption depuis lors. L'AÉAÉALO édite régulièrement depuis 1958 un bulletin/revue de l'association qui paraît deux ou trois fois par an intitulé « Orients ». Depuis février 2019, l'association est présidée par Patrick Nicoloso, diplômé d'arabe, ancien ambassadeur en Mauritanie, au Soudan et en Haïti, ancien consul général de France à Djeddah.
Une Corporation des élèves de l'École des Langues orientales issue de l'AÉAÉALO a existé de 1952 à 1968. De 1971 à 1985, il existait une association des étudiants qui s'appelait AIGLON (association indépendante générale des langues orientales nouvelles). Dans les années 1990 et 2000, c'était Planète Langues O (Asso PLO). Un bureau des élèves (BDE) organise depuis 2011, année du regroupement sur un site unique, des activités culturelles, ludiques et sportives ouvertes aux étudiants de toutes les spécialités.
D'autres associations à caractère thématique regroupant des étudiants et des anciens élèves ont été créées à la fin du XXe siècle comme Linguexport et l'Association pour l'expansion du CPEI des Langues O (AECLO) (dans le cadre de la filière de commerce international CPEI), PROMETHEI (filière Hautes études internationales HEI) ou POP'COM Inalco (filière Communication et Formation interculturelles).
Parallèlement de nombreuses associations constituées sur une base géographique ont fonctionné, de manière indépendante ou dans le cadre de sections ou amicales au sein des associations généralistes.
La presse étudiante a compté notamment « Point de fuite » dans les années 1970 et « LangueZone » depuis avril 2005 (50e numéro paru en 2016).
L'AAÉALO a créé en 2016 une plateforme en ligne pour développer un réseau mondial d'alumni.

#### Personnalités françaises ayant étudié aux Langues O
- Christine Leang, écrivaine (chinois)
- Sophia Aram, humoriste
- Yves Aubin de La Messuzière, diplomate (arabe littéral, arabe oriental)
- Louisa Babari, artiste (russe, cinéma)
- Augustin Berque, géographe, philosophe (japonais, chinois)
- Boris Boillon, diplomate, ambassadeur en Irak, puis en Tunisie (arabe)
- Rémi Brague, universitaire (arabe littéral)
- Gérard Chaliand, universitaire, spécialiste des relations internationales
- Jean-François Champollion, égyptologue
- Alain Chouet, officier de renseignement
- Henry Corbin, philosophe, orientaliste (arabe littéral)
- Léon-Gontran Damas, cofondateur du mouvement de la négritude (russe, japonais)
- Jean-Luc Domenach, sinologue, politologue (chinois)
- Mathias Énard, écrivain et traducteur, prix Goncourt 2015 (arabe et persan)
- Philippe Étienne, diplomate, conseiller diplomatique du président Macron (serbo-croate)
- Edgar Faure, homme politique (russe)
- Éric Fournier, diplomate, ambassadeur en Géorgie, en Hongrie et à Saint-Domingue (hindi, ourdou)
- Christophe Girard, homme politique
- Bruno Gollnisch, homme politique (japonais, malais)
- Maurice Gourdault-Montagne, diplomate, secrétaire général Quai d’Orsay
- François Guillemot dit Fanfan, chanteur du groupe de punk Bérurier noir (vietnamien)
- Claude Hagège, linguiste
- Vincent Hein, écrivain
- Florent Gorges, journaliste et historien du jeu vidéo
- Isabelle Huppert, actrice (russe)
- Jacques Jomier, islamologue, linguiste et religieux dominicain
- Georges Kersaudy, résistant, réviseur traducteur, polyglotte, espérantiste et homme politique (russe, roumain, hongrois, finnois)
- Ysabelle Lacamp, écrivain, actrice
- Hervé Ladsous, ambassadeur de France, directeur de cabinet du ministre des affaires étrangères (2010-2011)
- Yves Lainé, dirigeant d'entreprise, militant breton (russe, japonais)
- Marie-José Lamothe, écrivain, photographe et traductrice depuis le tibétain
- Henri Laurentie, fonctionnaire de l'administration coloniale et de l'ONU, résistant et Compagnon de la Libération
- Gilbert Lazard, linguiste, iranologue (persan)
- Bernard Lecomte, journaliste et écrivain (russe, polonais)
- Jacques Legrand, universitaire, président de l'Inalco de 2005 à 2013 (chinois, russe, mongol)
- Jean-David Levitte, ambassadeur de France, conseiller diplomatique du président Sarkozy (chinois, indonésien)
- Nathalie Loiseau, diplomate, Ministre des Affaires européennes (2017-2019), (chinois)
- André Malraux, écrivain
- René Marchand, journaliste (arabe littéraire)
- Pierre Messmer, homme politique (malgache)
- Pierre Mornand, écrivain, historien et critique d'art, conservateur à la Bibliothèque nationale
- Jean Mouchet, linguiste, ethnologue, administrateur colonial et membre de la Mission Dakar-Djibouti
- Sébastien Ortiz, écrivain et diplomate
- Louise Peltzer, académicienne tahitienne (langues océaniennes)
- Alex Pilot, journaliste, réalisateur, cofondateur et directeur des programmes de la chaîne de télévision Nolife (japonais)
- Patrick Poivre d'Arvor, journaliste (serbo-croate)
- Louis Réau, historien et spécialiste de l'art russe
- Clotilde Reiss, étudiante (persan)
- Olivier Roy, politologue
- Jacques Rupnik, politologue
- Françoise Sabban, anthropologue, sinologue et historienne (chinois)
- André Santini, homme politique (japonais, coréen)
- Brigitte Simon-Hamidi, iranologue (persan, chinois)
- Marion Slitine, anthropologue
- Philippe de Suremain (uk), diplomate (russe, roumain)
- Nahal Tajadod, écrivain
- Serge Telle, diplomate, ministre d'État de Monaco (swahili)
- Virginie Thévenet, cinéaste française (chinois)
- Germaine Tillion, ethnologue (berbère)
- Jérôme Touzalin dramaturge (chinois, laotien)
- Pierre Vérin, anthropologue, archéologue et linguiste (malgache)
- Jacques Vergès, avocat, écrivain (malgache, hindi)
- Elsa Vidal, journaliste (russe, mongol)
- Eva de Vitray-Meyerovitch, écrivaine et traductrice (persan)
- Jean-Christophe Victor, anthropologue (chinois)
- Olivier Weber, écrivain, ambassadeur.

#### Personnalités étrangères
- Ivan Aguéli, peintre et traducteur suédois (arabe littéral)
- Meryem Benm'Barek, cinéaste
- Maria Laura de Belgique, Princesse de Belgique (chinois)
- Léonide Chrol, prêtre orthodoxe (chinois)
- Henri de Laborde de Monpezat, Prince Henrik de Danemark (chinois, vietnamien)
- Bechir Nefzi, Constituant à l'assemblée constituante tunisienne de 2011 (chinois)[30]
- Dilnur Reyhan, enseignante en sociologie

## Évolution démographique
Évolution démographique de la population universitaire 

| 2006  | 2007  | 2008  | 2009  | 2010  | 2011  | 2012  | 2013  |
| ----- | ----- | ----- | ----- | ----- | ----- | ----- | ----- |
| 8 082 | 6 828 | 6 850 | 6 767 | 6 314 | 6 675 | 6 843 | 6 590 |

| 2014  | 2015  | 2016  | 2017  | 2018  | 2019  | 2020  | 2021  |
| ----- | ----- | ----- | ----- | ----- | ----- | ----- | ----- |
| 7 083 | 7 263 | 6 986 | 5 841 | 5 503 | 5 591 | 6 145 | 5 812 |

| 2022  | - | - | - | - | - | - | - |
| ----- | - | - | - | - | - | - | - |
| 5 548 | - | - | - | - | - | - | - |

## Dans la culture

### Littérature
Une enseignante de l'Inalco et les locaux de la rue de Lille apparaissent dans le roman Le Concile de Pierre.
Dans son récit Quand s'avance l'ombre (qui relate sa participation à la MISNUS en Syrie), Énora Chame évoque son parcours militaire et son passage à l'Inalco, où elle fut renvoyée un mois chez elle par une enseignante, le temps pour cette dernière « d'enseigner à tous ces jeunes bacheliers de première année de faculté les bases de la grammaire française, notamment la différence entre un "attribut" et une "épithète", notion fondamentale de la langue arabe » . Et en ce début des années 2000, elle put aussi constater les pressions d'étudiants islamistes sur les enseignants, et l'autocensure de certains professeurs menacés .

### Cinéma et télévision
Des scènes des films Tanguy et Tanguy, le retour se déroulent à l'Inalco (à Dauphine pour le premier film et au Pôle des langues et civilisations pour le second).
Le nom de l'Inalco est cité dans la série Le Bureau des légendes et plusieurs personnages y ont effectué une formation.